# Turnu Ruieni, Caraș-Severin
Turnu Ruieni este satul de reședință al comunei cu același nume din județul Caraș-Severin, Banat, România. Include fosta localitate Ruieni.

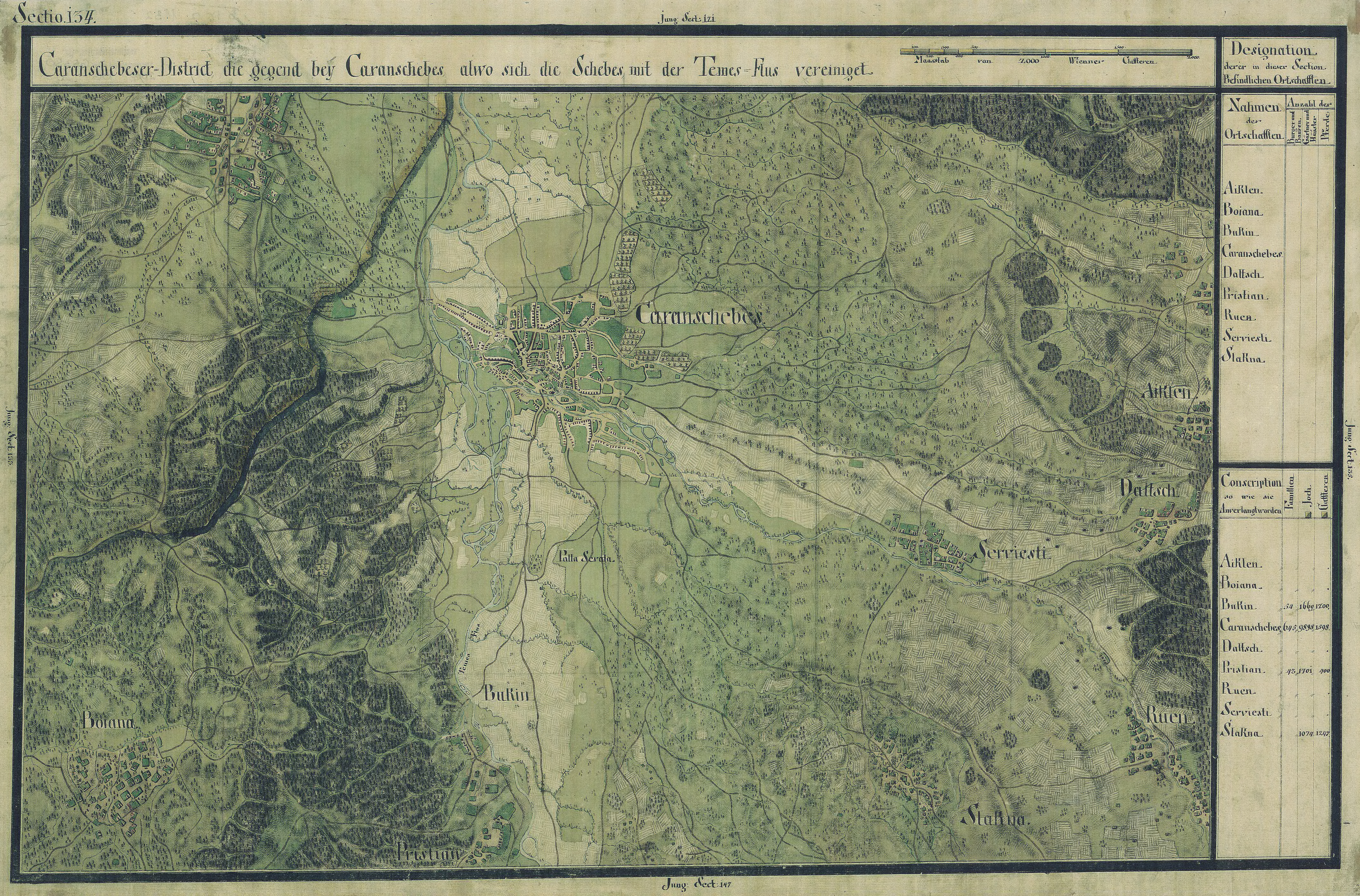
Turnu Ruieni pe Harta Iosefină a Banatului, 1769-1773

## Personalități
- Trandafir Cocârlă, ministru comunist, ambasador